# Tuyên ngôn độc lập Argentina

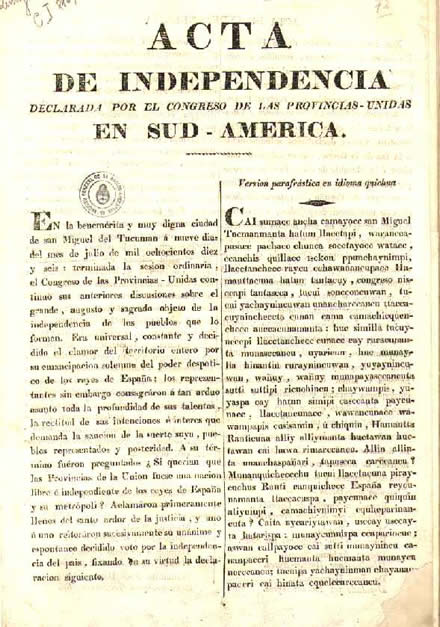
Tuyên ngôn độc lập của các tỉnh thống nhất Nam Mỹ bằng tiếng Tây Ban Nha và Quechua

Tuyên ngôn độc lập Argentina (tiếng Tây Ban Nha: Declaración de independencia de la Argentina) được thông qua vào ngày 9 tháng 7 năm 1816 bởi Đại hội Tukuman. Trên thực tế, Quốc hội đã thông qua tuyên bố độc lập của các tỉnh Hoa Kỳ, vào năm 1831, được gọi là Liên minh Argentina, và năm 1861 có được tên chính thức hiện tại - Cộng hòa Argentina. Đại diện của các tỉnh thuộc Liên bang Liên bang, những người đang đối đầu với các Tỉnh của Hoa Kỳ, không được phép tham gia Đại hội Túc giáo. Đồng thời, một số tỉnh của Thượng Peru, mà sau này trở thành một phần của Bolivia ngày nay, đã được đại diện tại đại hội.

## Bối cảnh
.

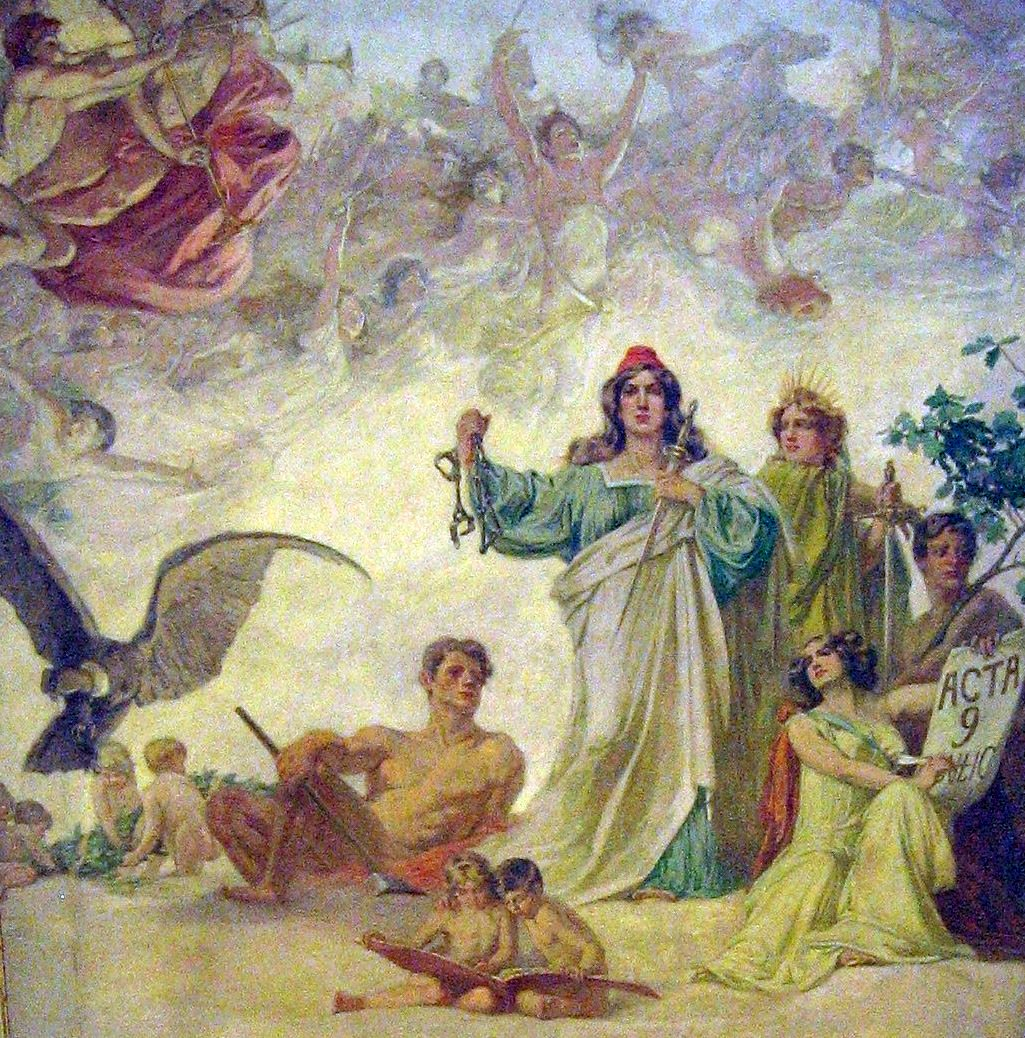
Cáo buộc về Tuyên ngôn độc lập, Luis de Servi

Đại hội Tukuman đã phát sinh theo quyết định của Đệ nhất Junta, đã lật đổ quyền lực của Viceroy of La Plata vào năm 1810, ngày 15 tháng 4 năm 1815, theo đó cuộc họp đầu tiên của hội đồng cử tri sẽ được khai mạc vào ngày 24 tháng 3 năm 1816 với sự tham gia của các đại biểu của các tỉnh trước đây. với tỷ lệ một đại diện trên 15.000 người dân. Cuộc họp đầu tiên của đại hội được tổ chức tại thành phố Tukuman tại nhà của Francisco Bassany de Laguna. Những tháng đầu tiên công việc của đại hội vô cùng căng thẳng, chủ tịch của nó liên tục thay đổi, không thể đưa ra quyết định nào. Cuối cùng, vào ngày 9 tháng 7, trong nhiệm kỳ tổng thống của Francisco Narciso de Laprid, Tuyên ngôn Độc lập của các Tỉnh bang Nam Mỹ đã được thông qua.

## Các quốc gia công nhận độc lập
- 1818 - Vương quốc Hawaii
- 1821 - Bồ Đào Nha
- 1822 - Brasil, Hoa Kỳ
- Ngày 15 tháng 12 năm 1823 - Vương quốc Liên hiệp Anh và Ireland
- 1830 - Pháp
- 1841 - Đan Mạch
- 1847 - Thụy Điển-Na Uy
- 29 tháng 4 năm 1857 - Tây Ban Nha